# 三隻小豬
三隻小豬，是一则著名的英國童話，以會說話的動物為主角。該童話故事可能出現于18世紀或更早的時期，但其正式書面出版於1840年代（但與1812年出版的《格林童話》裡一則故事雷同）。目前三隻小豬已是全球兒童所熟知的故事了。故事内容是大哥、二哥與小弟，用巧計趕走大野狼。

Leonard Leslie Brooke所繪的插圖

在英語世界中，三隻小豬的童話其實也是童謠。其中大野狼的台詞因押韻有趣而相當著名。

## 故事梗概
豬媽媽的三個兒子都長大了，便離開家，建造自己的房屋。豬大哥生性懶散，只用一堆茅草來蓋房子，蓋好後就在房子裡呼呼大睡；豬二哥好吃懶做，只用釘子和木頭蓋了一座木屋；豬小弟聰明勤奮，想要一棟安全又堅固的房子，便費時費力蓋了磚屋。隔天豬大哥家附近出現一隻大野狼，牠從外面聞到豬大哥的味道，向前敲門要豬大哥開門讓牠進去並想要把牠給吃掉，豬大哥不答應，於是大野狼用力吸一大口氣，把豬大哥的房子整個吹走，豬大哥被這一幕嚇傻了，跑到了豬二哥的家。豬二哥的木屋比茅屋堅固了些，無法吹走，大野狼就把房子撞倒，於是兩隻小豬趕緊逃到豬小弟的磚屋那裡。豬小弟的磚屋是最堅固的，無論大野狼如何用力吹、用力撞，就是弄不壞，於是牠爬上了屋頂，要從煙囪爬進來把三隻小豬全都吃掉，豬小弟立刻在壁爐上放了一盆熱水，大野狼被高温燙傷而痛得哇哇大叫，趕緊逃回了森林。趕走大野狼後，豬小弟讓兩位哥哥住在他的房子裡面，從此牠們就再也不怕受到大野狼的威脅，快樂地生活着。

## 成語爭議
「三隻小豬」被中華民國教育部列入成語辭典附錄部分的電影及小說類，除此之外，「七年之癢」和「小木偶奇遇記」也都被定為成語。這個成語首次發佈的時間是在2005年的下半年，互联网档案馆上該項目最早出現的時間為2005年11月3日。台灣TVBS報導聲稱發現教育部在爭議爆發後從辭典正文移除該項目並重新放進附錄裡。無論如何，附錄的該項目確實曾經出現在最早的列冊裡。項目原文如下：

童話故事。森林裡有三隻小豬，一隻隨便築了草屋，另一隻想：築一間木屋就夠了，只有第三隻用心築了磚屋。大野狼一口氣把草屋吹壞，兩口氣也吹壞木屋，最後三隻小豬都躲在堅固的磚屋裡，大野狼才無可奈何。後來「三隻小豬」一語被借來形容多用心，不偷懶，才能有最堅固的成就。如：「我們要記取三隻小豬的教訓，今天既然要建橋，就要建最堅固的橋。」

對於「三隻小豬」等列入成語辭典，中央研究院語文研究所所長何大安表示「乍聽之下很不適當」，雖然詞語的運用有灰色地帶，但如果把電影片名都當成語，「範圍會不會太大？那所有語詞都可稱得上成語了？」且認為教育部的成語辭典有教育功能，影響廣泛，列入成語辭典之前應該深思。網友們也羞辱教育部部長杜正勝，嘲笑他嘗試用「三隻小豬」來造例句，並嘲諷他是「第四隻小豬」。為了回應批評，一名教育部官員指出，儘管人們習慣認為成語有經歷數千年的歷史，但語言不斷地變化和更新，教育部的目的只是為了擴大辭典中所包含的材料，並會聽取公眾的意見作為參考。

## 外部連結
- 教育部成語典